# العلاقات المغربية الهندية
العلاقات المغربية الهندية تشير إلى العلاقات الثنائية بين المغرب والهند.
المغرب لديه سفارة في نيودلهي، كما أن لديه أيضا قنصلية في مومباي.
الهند أيضا لديها سفارة في الرباط. كلا الطرفين هما أعضاء في حركة عدم الانحياز.
المغرب اعترف بالهند في 20 يونيو 1956 وأقيمت  العلاقات الرسمية بين البلدين  في عام 1957.  المغرب والهند تتمتعان بعلاقات ودية  على مدى السنوات.
كما أن العلاقات الثنائية شهدت تطورا كبيرا ونموا ملحوظا.

## العلاقات  الثقافية والتجارية بين البلدين
المجلس الهندي للعلاقات الثقافية يسعى إلى تعزيز الثقافة الهندية في المغرب.
كما أن المغرب يسعى إلى تعزيز علاقاته التجارية مع الهند.
تسعى الهند إلى  الاستثمار في مختلف القطاعات بالمغرب.